# 坎塔雷尔油田

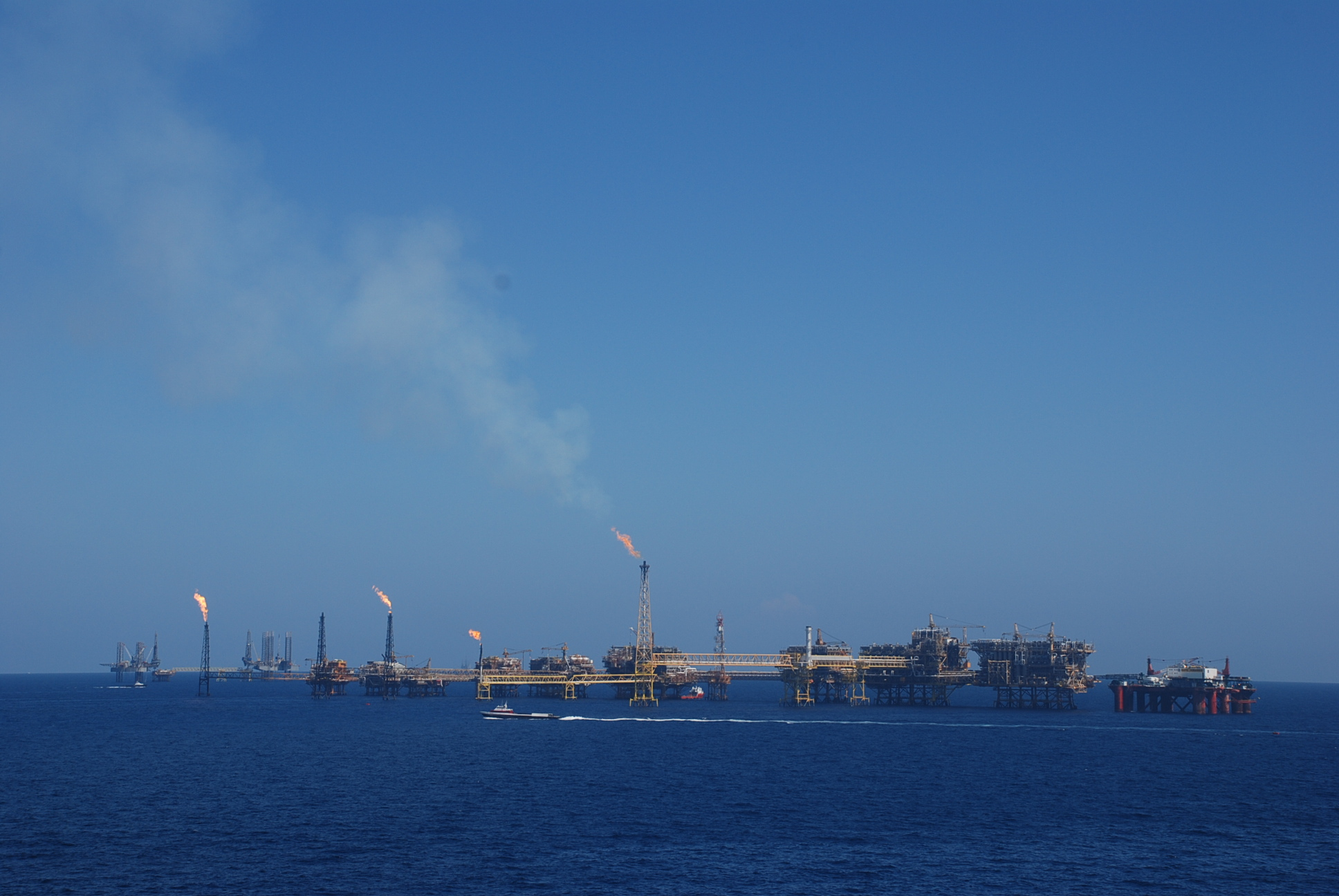
坎塔雷爾油田鑽油平台

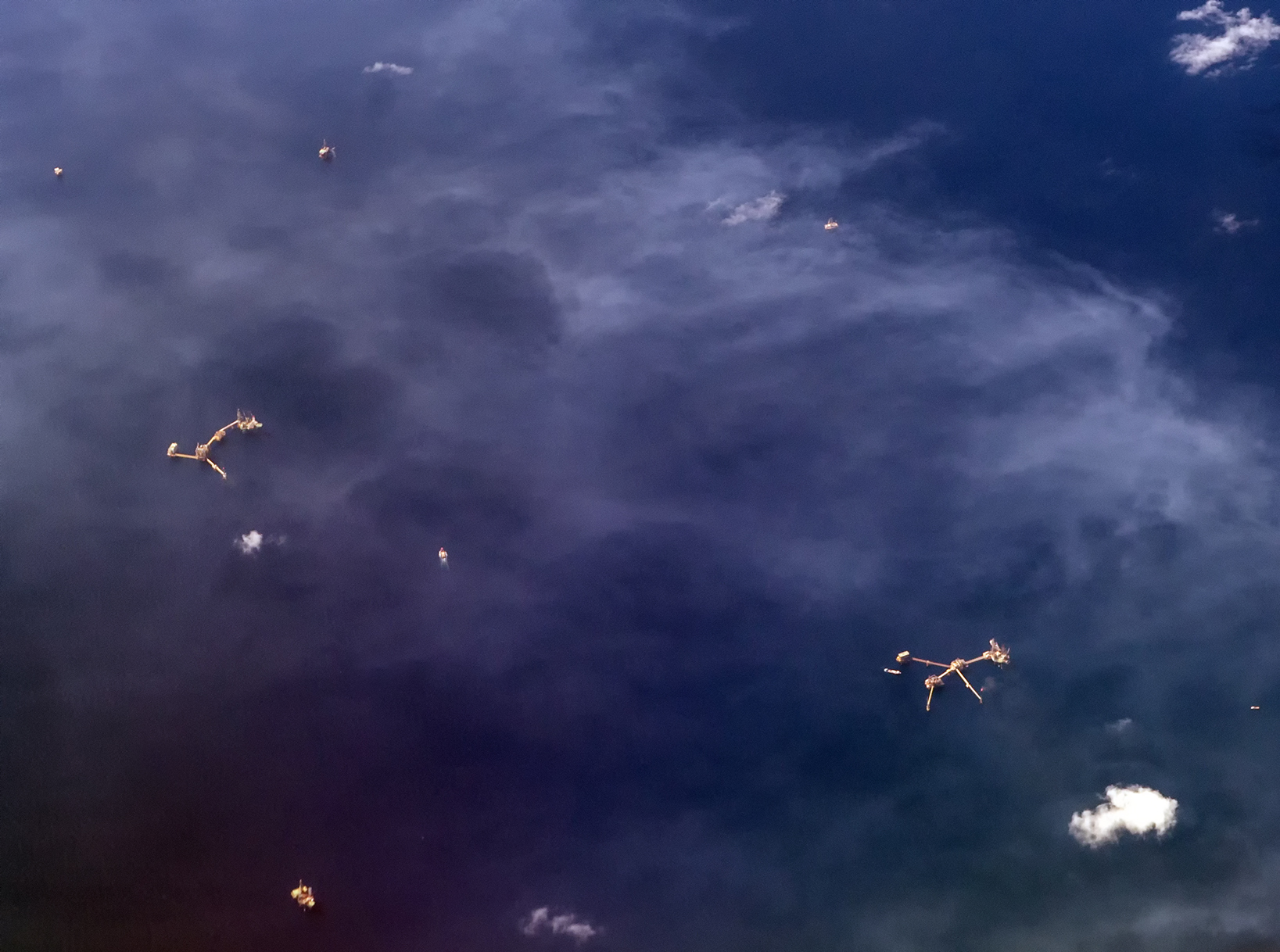
坎塔雷爾油田鳥瞰圖

坎塔雷尔油田（西班牙語：Complejo Cantarell）位于坎佩切湾，曾經是墨西哥最大的油田，也是世界上最大的油田之一。储量大概在150-200亿桶之间。2.1百萬桶每日（330,000立方每日）的產油量於2004年見頂後已經顯著回落。其世界最大油田的頭銜亦於2009年敗給庫馬羅布札普